# ГЕС Охау A
ГЕС Охау A — гідроелектростанція на Південному острові Нової Зеландії. Знаходячись між ГЕС Текапо B та ГЕС Охау B, входить до складу каскаду у сточищі річки Waitaki, яка дренує східний схил Південних Альп та тече до впадіння у Тихий океан на східному узбережжі острова за шість десятків кілометрів на південь від Тімару.
У верхній частині сточища Waitaki з півночі на південь розташовані три великі природні озера — Текапо, Пукакі та Охау, з яких беруть початок річки з тією ж назвою. Перше та останнє озера дренуються лівим і правим витоками Waitaki, тоді як з Пукакі витікає права притока річки Текапо. Після створення каскаду ресурс з озера Текапо через станції Текапо A та Текапо B надходить до озера Пукакі, яке нарівні з Охау живить станцію Охау А.
Ще в 1946—1951 роках на виході з Пукакі звели земляну греблю висотою 22 метри, яка підняла природний рівень на 9 метрів. Під час спорудження станції Охау А у 1970-х греблю наростили до 62 метрів, що дозволило підняти рівень ще на 37 метрів. В результаті утворилось водосховище з площею поверхні 179,5 км2 та об'ємом 6,3 млрд м3, в якому припустиме коливання рівня поверхні у операційному режимі між позначками 518 та 532,5 метра НРМ. Озеро Охау, яке має площу поверхні 61,2 км2, регулюється у значно меншому діапазоні — від 519,45 до 520,4 метра НРМ.
Від Пукакі по правобережжю проклали дериваційний канал завдовжки понад 12 км, який перетинає водорозділ та виходить в долину Охау. Тут він зустрічається з каналом від озера Охау, що має довжину 8,5 км та прямує лівобережжям дренуючої озеро річки. Від місця зустрічі тягнеться ділянка об'єднаної траси довжиною 1 км, яка переходить у напірні водоводи до розташованого внизу, на лівому березі Охау, машинного залу.
Основне обладнання станції становлять чотири турбіни типу Френсіс потужністю по 66 МВт, які при напорі у 59 метрів забезпечують виробництво 1150 млн кВт-год електроенергії на рік.
Відпрацьована вода потрапляє у створене на Охау водосховище Ruataniwha.